# Adolf Bock (Maler, 1890)

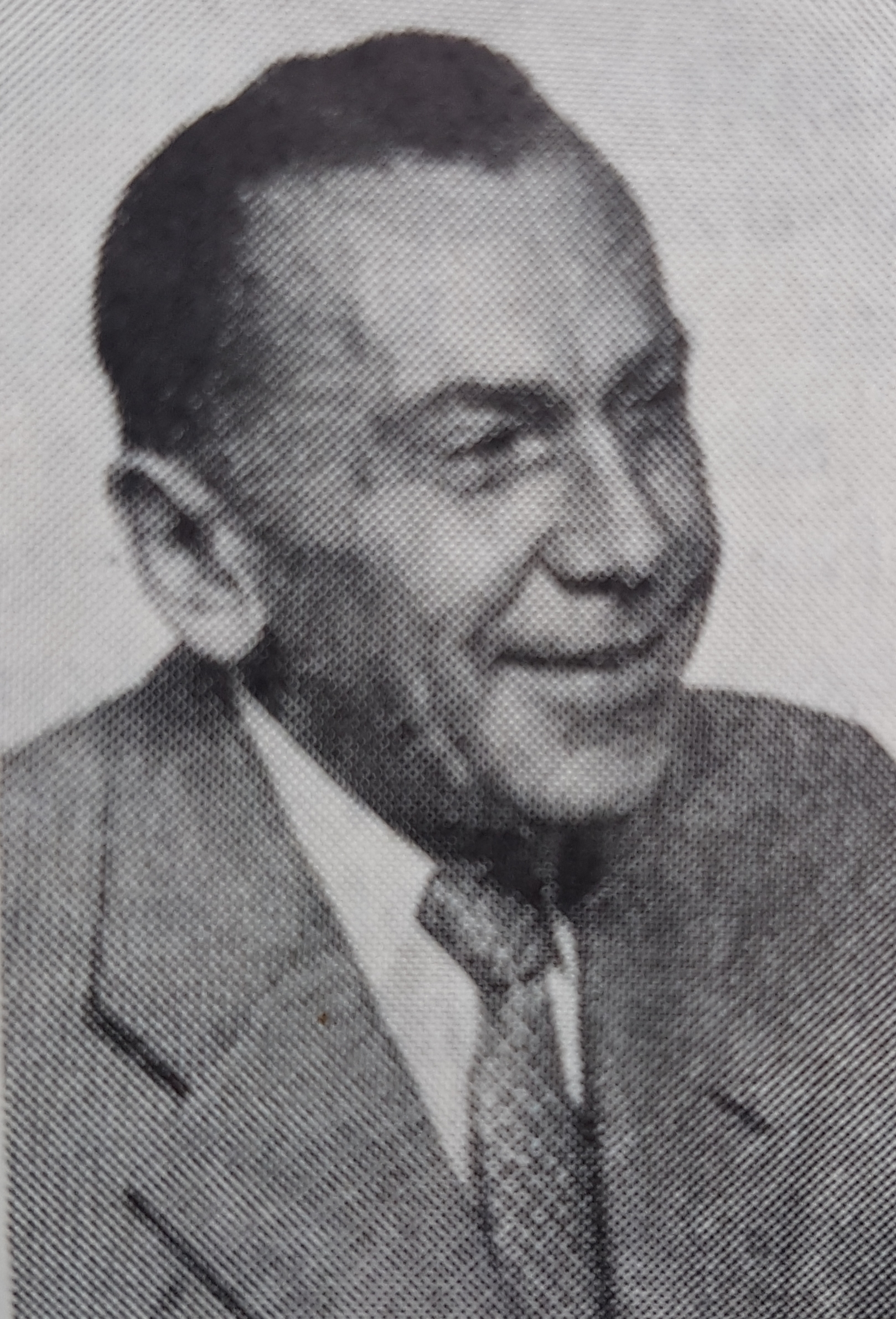
Adolf Bock (vor 1953) – deutscher Marinemaler

Adolf Bock (* 5. August 1890 in Berlin; † 13. Januar 1968 in Helsingborg, Schweden) war ein deutscher Marinemaler.

## Leben
Adolf Bock war wie andere bekannte deutsche Marinemaler, z. B. Hans Bohrdt, Willy Stöwer oder Robert Schmidt-Hamburg, ein Autodidakt.
Sein Großvater war ein Landschaftsmaler, sein Vater von Beruf Landwirt und ein Hobbymaler. Von dem Vater gefördert, fertigte er schon früh Zeichnungen an. Drei Ausbildungen zum Maler brach er immer wieder schnell ab. 1910 meldete er sich freiwillig für vier Jahre bei der kaiserlichen Marine. 1912 begleitete er Kaiser Wilhelm II. als Matrose auf einer Mittelmeerreise und wurde von diesem entdeckt und gefördert.
Er lebte und malte in Deutschland, Finnland und Schweden. Im Jahre 1919 zog er nach Finnland, um hier die noch zahlreich vorhandenen Windjammer besser studieren und malen zu können. Zwischen den beiden Weltkriegen arbeitete er auch öfters für Reedereien, Verlage und Zeitschriften. So arbeitete er insgesamt 17 Jahre als Maler, Illustrator und Texter für die dänisch-schwedische Wochenzeitschrift Familie Journal, für die er sogar eine Weltreise unternahm.
Bock war von 1940 bis 1944 auf allen Großen Deutschen Kunstausstellungen in München vertreten. Am 30. Januar 1944 verlieh ihm Adolf Hitler den Professortitel, die einzige Ernennung überhaupt während des gesamten Zweiten Weltkriegs. Außerdem wird er in den Tischgesprächen namentlich von Adolf Hitler erwähnt und gelobt. Am 30. Januar 1945 überlebte er als Passagier den Untergang des Passagierdampfers Wilhelm Gustloff. Über seine Rettung wird ausführlich in dem Buch Die Versenkung der Wilhelm Gustloff berichtet. Anfang Mai 1945 lebte Adolf Bock auf einem Schiff bei der Marineschule Mürwik im Sonderbereich Mürwik. Nachdem er dort nicht mehr weiter wohnen konnte, bezog er noch im selben Monat ein Zimmer im Haus Waldruh in Bockholm. Am 25. Mai 1945 nahm er offensichtlich seine malerische Tätigkeit in Bockholm auf. Sein erstes Werk dürfte die Skizzierung seines dortigen neuen Wohnhauses von diesem Tag sein. Bis 1950 diente ihm das Haus als Hauptwohnsitz. Er nutzte es anschließend noch bis Ende der 1950er Jahre weiterhin als Ferienhaus. Im Jahr 1950 fertigte Adolf Bock im Übrigen drei Federzeichnungen zu der Schiffskatastrophe der Wilhelm Gustloff an, setzte sich später mit dieser Thematik aber nicht mehr auseinander.

## Werke (Auswahl)
- Warschau, Paris, London: Eine Bildmappe vom Einsatz unserer Luftwaffe Berlin 1940.
- Kampf unter der Kriegsflagge: Eine Bildmappe von Einsatz unserer Kriegsmarine Berlin 1943.
- Berömda segelfartyg = Famous Sailing Ships Malmö 1964.